# Topola turkiestańska
Topola turkiestańska (Populus alba L. 'Bolleana') – wyhodowana w Azji Środkowej męska odmiana topoli białej. Cechuje się szerokokolumnowym pokrojem. Jest uprawiana na terenie całej Europy, głównie w jej południowej części, przy czym najbardziej popularna jest w Azji Środkowej, w Turcji i regionie Kaukazu. W Polsce spotykana już rzadko, ale też opisywana była jako przemarzająca w warunkach klimatycznych panujących w drugiej połowie XX wieku w Polsce.

## Morfologia
PokrójDrzewo ma koronę zwartą, wrzecionowatą lub piramidalną, w starości rozszerzający się w dolnych częściach koron. Dorasta do 20–25 m wysokości i do około 1 m średnicy pnia. Ma silnie rozwinięty, talerzowy system korzeniowy. Jest dość odporna na wykroty i złamania. Kora na młodych pędach jest zielonkawoszara.
KoraKremowoszara, w odziomku wyraźnie ciemniejsza, a w starszym wieku spękana.
LiścieMniejsze niż u typowej topoli białej, klapowane, lekko kutnerowate. Wykazuje heterofilię.

## Biologia

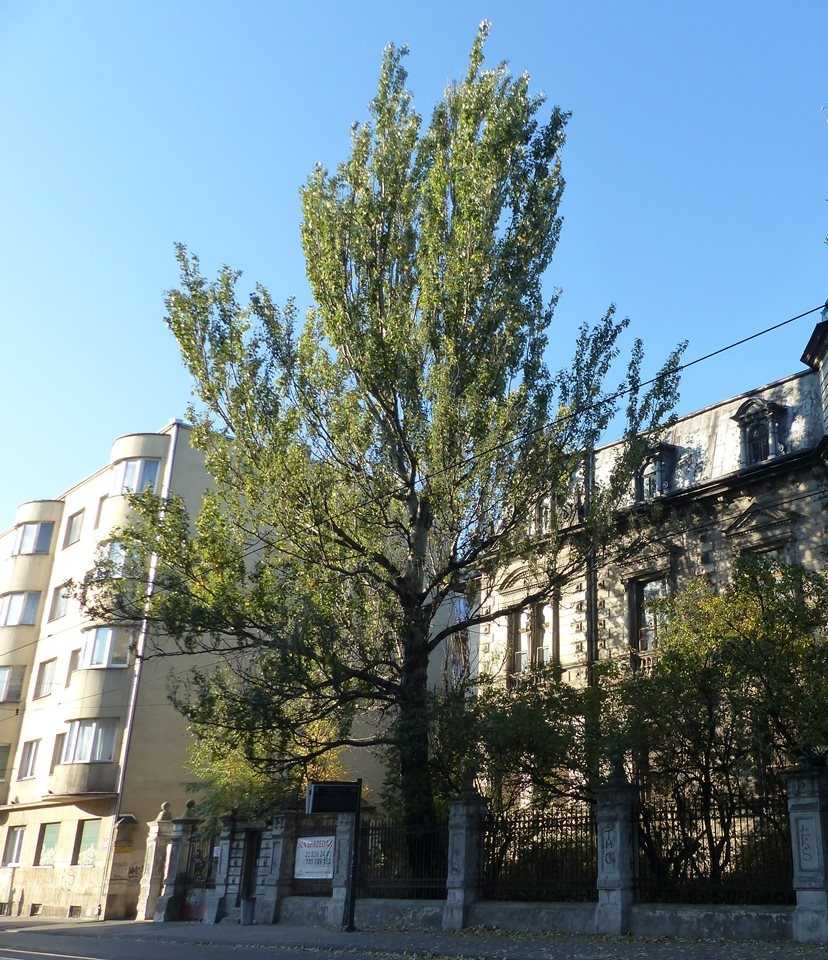
Zabytkowa topola turkiestańska z ogrodu wokół Wilii Kellera w Łodzi

Jest rozmnażana wegetatywnie – przez szczepienie, sadzonki i odrosty korzeniowe. Rośnie o wiele wolniej od formy typowej. 
Najokazalsza w Polsce topola turkiestańska rośnie w Łodzi na terenie zabytkowego ogrodu Wilii Kellera przy ul. Gdańskiej. 

## Zmienność
Prawidłowo topolą turkiestańską nazywana jest męska odmiana uprawna 'Bolleana'. Wszystkie wywodzące się od niej mieszańce tworzą grupę zbiorczą o nazwie 'Pyramidalis' (Populus alba 'Pyramidalis'), w skład której (oprócz standardowej 'Bolleana') wchodzi m.in. żeńska odmiana kolumnowa 'Raket'.

## Zastosowanie
Roślina ozdobna: spotykana głównie w parkach i ogrodach. Posiada atrakcyjną, wąską sylwetkę i białokremową korę na konarach. Nie tworzy nasion – nie produkuje puchu nasiennego. 